# Pawłowice (województwo lubelskie)
Pawłowice – wieś w Polsce położona w województwie lubelskim, w powiecie ryckim, w gminie Stężyca.
W XIX wieku istniała gmina Pawłowice z siedzibą w Stężycy (gubernia siedlecka).
W latach 1975–1998 miejscowość położona była w województwie lubelskim.
Wieś jest sołectwem w gminie Stężyca. Według Narodowego Spisu Powszechnego z roku 2011 wieś liczyła 237 mieszkańców.
Wierni wyznania rzymskokatolickiego należą do parafii św. Jakuba Apostoła w Piotrowicach.

## Historia
Wieś notowana od XVI wieku. Według registru poborowego powiatu stężyckiego z r. 1569 wieś Pawłowice, w parafii Wargoczin stanowiła własność Gostomskiego, miała 7 łanów, 6 komorników (Pawiński, Małopolska 334). W regestrze poborowym z roku 1664 zapisano: „Illustris et Magnifica Marianna Ossolińska Palatina Podłachiae”. Szlachty we dworze było wówczas osób 6. Służących dziewcząt 5, 1 chłopak, 2 hajduków, 2 kucharzy, 6 robotników. Włościan zaś 236 i jedna i rodzina żydowska (Akta grodzkie Stężyckie, 22, 195). W kościele był proboszcz 1, służba z rodziną osób 6 (tamże, 209).
Według regestru podymnego 1661 r. było domów włościańskich 36, z nich pobierano podymnego 18 florenów.
W regestrze łanowym z 1658 r. od Marianny (Maryanny) Ossolińskiej, kasztelanki czerskiej, pani dożywotniej na Wilczyskach i Pawłowicach i inszych, z łanów 69.
Kościół parafialny znany autorowi noty słownika w roku 1885 wzniesiony został w 1793 r. przez Jakuba Gostomskiego, a w 1836 r. przebudowany. Pawłowice parafia, dekanatu garwolińskiego (dawniej stężyckiego) liczyła 1300 dusz.
Pawłowice w wieku XIX stanowiły wieś i gminę tej nazwy w powiecie garwolińskim, parafii własnej (Pawłowice). Wieś położona niedaleko Wisły, pod Stężycą, odległa 30 wiorst od Garwolina, posiada kościół parafialny murowany, 33 domów, 242 mieszkańców.
Według spisu miast, wsi i osad Królestwa Polskiego z 1827 roku było w Pawłowicach 44 domów, 290 mieszkańców.
Folwark Pawłowice wraz ze wsią Pawłowice miał rozległość dominalną określoną w 1855 roku na 1098 mórg (około 598 ha) w tym: gruntów ornych i ogrodów mórg 506, łąk mórg J47, past. mórg 79, lasu mórg 236, nieużytków mórg 131. Budynków murowanych w folwarku 10, z drzewa 6, płodozmian stosowany w uprawach 7. i 9. polowy, las nieurządzony. Rzeka Wisła stanowi naturalną granicę południową. Wieś Pawłowice posiadała osad 34, z gruntem mórg 558; wieś Długa Wola osad 36, z gruntem mórg 449.
Gmina Pawłowice należała w II połowie XIX wieku do sądu gminnego okręgu III w Maciejowicach, posiadała 4191 mieszkańców, 6933 mórg obszaru, stacja pocztowa Dęblin. Urząd gminy mieścił się w Stężycy.
W skład gminy wchodziły: Brzeście, Długowola, Kłetnia, Młynków, Paprotnia, Paprocka Wólka, Pawłowice, Piotrkowice, Rokitno i Stężyca. W gminie były dwie szkoły, browar, cegielnia i młyn wodny.(opis podaje Bronisław Chlebowski Słownik geograficzny Królestwa Polskiego tom VII, strona 909-910)